# Кевін Ґейдж
Кевін Ґейдж (англ. Kevin Gage) — американський актор, продюсер, сценарист.

## Життєпис
Кевін Ґейдж народився 26 травня 1959 року в штаті Вісконсін, США. Насправді його прізвище при народженні звучала як «Ґейдо» (Gaede), але пізніше він змінив її на більш, як йому здавалося, благозвучне.
У дитинстві він, як і всі, ходив до школи, підробляв на молочній фермі свого дідуся, і намагався досягти успіхів у спорті. Відгулявши на шкільному випускному, Кевін автостопом відправився до Флориди, і в перший раз в житті побачив океан. Там, на березі, він і жив деякий час, перебиваючись випадковими заробітками, хоча його і тягнуло постійно в Каліфорнію. А в Лос-Анджелесі його прямо на вулиці зупинив театральний агент і запитав, а чи не думав він коли-небудь про кар'єру актора.
За результатами кастингу виявилося, що у Кевіна чудові вроджені здібності, і йому запропонували роботу. Через короткий час Кевін полюбив свою професію, йому сподобалося грати невеликі ролі в численних телесеріалах і малобюджетних фільмах. Так в 21 рік Кевін став актором і протягом декількох років знімався у невеликих ролях в серіалах та кінофільмах, серед яких «Шлях на небеса», «Закон Лос-Анджелеса» (LA Law, 1986-1994). Також Кевін по вихідних виступав у місцевих театрах, де він і зустрів свою першу дружину Келлі Престон.
Визнання до нього прийшло після ролі в епічному фільмі «Сутичка» з Аль Пачіно і Роберта де Ніро, в якому він зіграв зловісного серійного маніяка-вбивцю Вейнгро (Waingro).
Через кілька місяців після свого 32-го дня народження, Кевін потрапив у аварію, три місяці пролежав у гіпсі і ще рік провів в інвалідному кріслі. 
30 липня 2003 року Ґейдж був засуджений до 41 місяця тюремного ув'язнення у федеральній в'язниці за вирощування марихуани (незважаючи на каліфорнійську ліцензію на вирощування лікувального різновиду цієї рослини). Ґейдж стверджував, що вирощував канабіс, щоб відволіктися від постійного болю — наслідків автокатастрофи, що сталася в 1993 році, а також щоб хоч чимось допомогти своїй сестрі, що хворіє на рак, і брату, який страждає на розсіяний склероз. Тим не менш, він відсидів весь покладений термін з 29 вересня 2003 року по 21 вересня 2005 року. Кевін повернувся до акторської кар'єри і знявся в таких фільмах, як «Американська дівчинка» (American Girl, 2002), «Папарацци» (Paparazzi, 2004), «Хаос» (Chaos, 2005) та «Великий Стен» (Big Stan, 2007).
Пізніше Кевін також постраждав через «травичку»: поліція взяла його, коли він курив траву в містечку Аннаполіс, штат Меріленд, 29 квітня 2008 року. Втім, він був звільнений під підписку про невиїзд.

## Особисте життя
Кевін двічі був одружений: з американською акторкою Келлі Престон (з 1986 по 1988 рік, дітей не було) і Шеннон Перріс-Найт (весілля відбулася 26 березня 2006 року).

## Цікаві факти
- Улюблені хобі Кевіна — катання на сноуборді, підводне плавання, рибалка, гра на гітарі і польоти на малій авіації, бажано — в пілотському кріслі.
- Для підготовки до кастингу на фільм «Сутичка» (1995) він готувався три місяці і більше дев'яти разів прочитав сценарій.
- З Келлі Престон, своєю колишньою дружиною, він одружився на Гаваях. А з другою дружиною, Шеннон Перріс-Найт, він одружився на пляжі Санта-Барбари на заході.
- Шкільний випускний збігся з його вісімнадцятим днем народження.
- Коли йому було трохи більше 32 років, він на своєму джипі потрапив в серйозну аварію — після цього він три місяці провів у лікарні на витягненні і в гіпсі, а весь наступний рік був змушений користуватися інвалідним візком або ходунками.
- Під час відсидки у в'язниці одноголосним рішенням охорони і ув'язнених отримав прізвисько «Вейнгро», від імені свого героя у фільмі «Сутичка». Згідно з рапортами, він був зразковим ув'язненим.

## Вибрана фільмографія

### Актор
- Біллі Крістал: Лінія коміксів // Billy Crystal: A Comic's Line (1984) (ТБ) — актор
- Шлях на небеса // Highway to Heaven (1986) (серіал) — хлопчик
- Космічний табір // SpaceCamp (1986) — радник
- Правосуддя Стіла // Steele Justice (1987) — сержант армії
- Перевертень // Werewolf (1987) (серіал) — актор
- Закон Лос-Анджелеса //  L.A. Law (1988) (серіал) — Кельвін
- Передмісті // The 'burbs (1989) — Ментовські
- Ренеґат // Renegade (1995) (серіал) — Річі Пасько
- Сутичка // Heat (1995) — Вейнгро
- Неш Бріджес (1996) (серіал) —
- Повітряна в'язниця // Con Air (1997) (у титрах не зазначений) — Біллі Джо
- Солдат Джейн // GI Jane (1997) — сержант Макс Піро, викладач
- Сором'язливий пістолет // Gunshy(1998) — Ворд
- Під вогнем // Point Blank (1998) — Джо Рей
- Воєнний стан // Martial Law (1999) (серіал) — Дуайт Мерілл
- Кокаїн // Blow (2001) — Леон Мінгелла
- Годинниковий механізм // Ticker (2001) — Поч
- Вирушаючи до Каліфорнії // Going to California (2001) (серіал) — актор
- Викидайли // Knockaround Guys (2001) — Брюкер
- Мей // May (2002) — Містер Кенеді
- Світляк // Firefly (2002) (серіал) — Стічь Гессе
- Таємниці Смолвіля // Smallville (2003) (серіал) — Пайн
- Папарацці // Paparazzi (2004) — Кевін Рознер
- Хаос // Chaos (2005) — Хаос
- CSI: Місце злочину Маямі // CSI: Маямі (2006) (серіал) — Чарлі Пельсон
- Дев'ять // The Nine (2007) (серіал) — Фінн Стентон
- Вершник темряви // Sugar Creek (2007) — Шериф Вортон
- Великий Стен // Big Stan (2007) — Буллард
- Лінія // La Linea (2008) — Том
- Теорія вбивств // Kill Theory (2009) — кілер
- Таким народився // Born That Way (2009) — Джейк Грін
- Розвага // Amusement (2009) — Тритон
- Похована // Laid to Rest (2009) — Такер Сміт
- Смертельна фляга // The Killing Jar (2010) — Генк, водій
- Call of Duty: Ghosts // Call of Duty: Ghosts (2013) (відеогра) — Габріель Т. Рорке (зображення та голос)
- Банші // Banshee (2013) (серіал) — Ленс Манґан
- Американські дівчата // American Girls (2013) — суддя Джо Гордон
- Сім хвилин // Seven Minutes (2013) — Такі
- Місто Юрського періоду // Jurassic City (2014) — Дойл
- Клініка страху // (2014) — Ґейдж
- Гравець // Short (2014) — Гравець
- Сини Анархії // Sons of Anarchy (серіал) — Генч
- Амнезія // Amnesia (2015) (серіал) — Том

### Продюсер
- Мене звуть «А» // My Name Is 'A' by Anonymous (2012)
- Сова в Парку Ехо // The Owl in Echo Park (2013)

### Сценарист
- Сова в Парку Ехо // The Owl in Echo Park (2013)